# Censurados
Censurados est un groupe de punk rock et anarcho-punk portugais, originaire de Lisbonne. Formé en 1988, le groupe est d'abord édité par El Tatu, un indépendant, puis par EMI Group. Leurs paroles sont principalement des textes engagés qui se dressent contre la police, le gouvernement et la censure subis au Portugal durant 42 ans (1932-1974) d'où leur nom qui signifient en français « censurés ». L'aventure des Censurados se termine en 1994 et Ribas, le chanteur décide de créer le groupe de punk hardcore Tara Perdida. Ils se reforment en 1999, mais se séparent définitivement en 2002.

## Biographie
Le groupe est formé en 1988 à Alvalade-Viertel à Lisbonne, une localité fortement punk. João Ribas est, à cette période, chanteur du groupe Kú de Judas, Orlando Cohen est guitariste au sein de Peste & Sida, et Samuel Palitos et Ribas sont membres d'un groupe local appelé NAM. Grâce aux liens étroits qui les lient à la scène, mais surtout par le biais de ses nombreux concerts au Rock Rendez-Vous, le groupe attire l'attention. Leurs deux premiers albums publiés par El Tatu, le label indépendant du chanteur Tim (de Xutos & Pontapés).
Le succès grandissant du groupe attire l'intérêt d'EMI/Valentim de Carvalho, qui édite leur troisième album en 1993. En 1994, ils participent à un album hommage à José Afonso. Leurs paroles sont chantées en portugais, et leur style musical est orienté heavy metal avec des influences pop. Des divergences musicales et des problèmes financiers mène à la séparation de Censurados en 1994. Les membres du groupe emprunte alors différents chemins. Le chanteur Ribas forme en 1995 le groupe Tara Perdida, Orlando Cohen retourne au sein de Peste & Sida, nouvellement reformé, Samuel joue dans divers groupes et projets à Lisbonne et à Londres avant de devenir notamment entre autres le batteur de A Naifa, et Fred alterne entre Peste & Sida et Xutos & Pontapés.
Pour le vingtième anniversaire de Xutos & Pontapés, un album hommage et des concerts spéciaux sont organisés au cours desquels Censurados joue de nouveau. Cependant, malgré quelques rares apparitions en 1999, et la sortie d'un album live en 2002, le groupe est définitivement dissous,,.

## Membres
- João Ribas - voix, guitare
- Orlando Cohen - guitare
- Fred Valasassina - basse
- Samuel - batterie

## Discographie
- 1990 : Censurados
- 1991 : Confusão
- 1994 : Sopa
- 2002 : Ao Vivo